# Anastasija Mochnjuk
Anastasija Oleksandrivna Mochnjuk (in ucraino Анастасія Олександрівна Мохнюк?; tr.en.: Anastasiya Olksandrieva Mokhnyuk; Nova Kachovka, 1º gennaio 1991) è una multiplista ucraina.
Allenata da Olena Stupachenko. Il 18 marzo 2016 ha vinto la medaglia d'argento nel pentathlon ai campionati del mondo di atletica leggera indoor di Portland. Successivamente è risultata positiva al meldonium e espropriata della medaglia.

## Progressione

### Eptathlon
| Stagione | Punteggio | Luogo   | Data      | Rank. Mond. |
| -------- | --------- | ------- | --------- | ----------- |
| 2015     | 6 359 p.  | Pechino | 23-8-2015 |             |
| 2014     | 6 220 p.  | Talence | 21-9-2014 |             |
| 2013     | 5 941 p.  | Tallinn | 30-6-2013 |             |
| 2011     | 5 496 p.  | Toruń   | 3-7-2011  |             |
| 2010     | 5 252 p.  | Moncton | 23-7-2010 |             |

### Pentathlon indoor
| Stagione | Punteggio | Luogo      | Data      | Rank. Mond. |
| -------- | --------- | ---------- | --------- | ----------- |
| 2015/16  | 4 745 p.  | Zaporižžja | 27-1-2016 |             |
| 2014/15  | 4 707 p.  | Zaporižžja | 28-1-2015 |             |
| 2012/13  | 4 507 p.  | Sumy       | 13-2-2013 |             |
| 2011/12  | 3 914 p.  | Sumy       | 16-2-2012 |             |
| 2010/11  | 4 250 p.  | Sumy       | 15-2-2011 |             |
| 2009/10  | 3 860 p.  | Sumy       | 18-2-2010 |             |

## Palmarès
| Anno | Manifestazione    | Sede     | Evento         | Risultato | Prestazione | Note                          |
| ---- | ----------------- | -------- | -------------- | --------- | ----------- | ----------------------------- |
| 2010 | Mondiali juniores | Moncton  | Eptathlon      | 11ª       | 5 252 p.    |                               |
| 2013 | Europei indoor    | Göteborg | Salto in lungo | 7ª        | 6,46 m      |                               |
| 2013 | Europei under 23  | Tampere  | Eptathlon      | Bronzo    | 5 898 p.    |                               |
| 2014 | Europei           | Zurigo   | Eptathlon      | 14ª       | 6 025 p.    |                               |
| 2015 | Mondiali          | Pechino  | Eptathlon      | 7ª        | 6 359 p.    | Miglior prestazione personale |
| 2016 | Mondiali indoor   | Portland | Pentathlon     | dq        | 4 847 p.    |                               |
| 2021 | Europei indoor    | Toruń    | 60 m hs        | Batteria  | 8"34        |                               |